# Robert Retschke
Robert Retschke est un coureur cycliste allemand né le 17 décembre 1980 à Bernau bei Berlin.

## Palmarès sur route

### Par année
- 2000
  - Berlin-Bad Freienwald-Berlin
- 2003
  - 4e étape du Tour de Brandebourg
- 2005
  -  Champion d'Allemagne de la montagne
  - Cologne-Schuld-Frechen
  - Tour de Düren
- 2006
  -  Champion d'Allemagne de la montagne
  - 2e du Tour de la Hainleite
- 2008
  - Tour de Fischeln
  - Mémorial Leo Wirth
  - Omloop van de Gouden Garnaal
  - Große Reblandtour
  - 3e étape du Rothaus Regio-Tour
  - 2e du Grand Prix Briek Schotte
- 2009
  - Grand Prix de la ville de Pérenchies
  - Grand Prix des Marbriers
  - 2e du Grand Prix Cristal Energie
- 2010
  -  Champion d'Allemagne de la montagne
  - 2e de la Ronde pévéloise

### Classements mondiaux
| Année           | 2005 | 2006 | 2007 | 2008 | 2009 | 2010 | 2011 | 2012 | 2013 | 2014   |
| --------------- | ---- | ---- | ---- | ---- | ---- | ---- | ---- | ---- | ---- | ------ |
| UCI Asia Tour   |      |      |      |      |      |      | 254e |      |      |        |
| UCI Europe Tour | 312e | 162e | 229e | 378e | 117e | 239e |      |      |      | 1 057e |

## Palmarès sur piste

### Championnats d'Europe
- 2023
  -  Médaillé de bronze du demi-fond

### Championnats d'Allemagne
- 2020
  - 2e du demi-fond
- 2021
  - 2e du demi-fond
- 2022
  - 2e du demi-fond
- 2023
  -  Champion d'Allemagne de demi-fond